# Ribagolfe
Ribagolfe is een Portugees golfresort met twee 18-holes golfbanen.
Het resort ligt 45 minuten buiten Lissabon in het Alentejogebied ten zuiden van de Taag. Het landschap is glooiend en staat vol kurkeiken.

## Ribagolfe I
Deze 18-holes par-72 golfbaan is door golfbaanarchitect Peter Townsend ontworpen voor grote toernooien. Hij werd in 2004 geopend. Deze baan wordt ook wel de Blauwe baan genoemd.
De baan is een van de acht banen die voor de eerste kwalificatieronde van de Tourschool wordt gebruikt.

## Ribagolfe II
Deze 18-holes par-72 golfbaan is door Michael King ontworpen. Net als Townsend is hij een voormalig Tour-speler. Deze baan heeft ruimere fairways en is meer bedoeld voor de leden en toeristen. Deze golfbaan wordt ook wel de Groen baan genoemd.